# Miruša (Orahovac)
Pour les articles homonymes, voir Miruša.
Mirushë en albanais et Miruša en serbe latin (en serbe cyrillique : Мируша) est une localité du Kosovo située dans la commune/municipalité de Rahovec/Orahovac et dans le district de Prizren/Prizren. Selon le recensement kosovar de 2011, elle compte 787 habitants.
Selon le découpage administratif du Kosovo, la localité fait partie de la commune/municipalité de Malishevë/Mališevo.

## Histoire
Sur le territoire du village se trouve un tumulus illyrien proposé pour une inscription sur la liste des monuments culturels du Kosovo ; la grotte d'Ularica, qui remonte au Moyen Âge, est elle aussi proposée.

## Démographie

### Évolution historique de la population dans la localité
| 1948 | 1953 | 1961 | 1971 | 1981 | 1991 | 2011 |
| ---- | ---- | ---- | ---- | ---- | ---- | ---- |
| 223  | 239  | 287  | 402  | 507  | 643  | 787  |

|  |

### Répartition de la population par nationalités (2011)
En 2011, les Albanais représentaient 99,87 % de la population.